# Christiane Mitterwallner
Christiane Mitterwallner (Schladming, 10 luglio 1974) è un'ex sciatrice alpina austriaca.

## Biografia
Nata a Schladming e originaria di Pichl-Preunegg, la Mitterwallner debuttò in campo internazionale in occasione dei Mondiali juniores di Maribor 1992 e l'anno dopo, nella rassegna iridata giovanile tenutasi a Montecampione/Colere, vinse la medaglia di bronzo nello slalom gigante. Il 25 febbraio 1995 esordì in Coppa del Mondo, nello slalom gigante di Maribor, senza qualificarsi per la seconda manche.
Il 23 gennaio 1998 a Schönried in slalom gigante salì per l'ultima volta sul gradino più alto del podio in una gara di Coppa Europa; un mese dopo la Mitterwallner partecipò ai XVIII Giochi olimpici invernali di Nagano 1998, sua unica presenza olimpica, classificandosi 21ª nello slalom gigante. Ottenne la sua unica vittoria in Coppa del Mondo, nonché unico podio, il 4 dicembre 1998 nel supergigante di Mammoth Mountain; pochi giorni dopo, il 16 dicembre a Megève, conquistò nella medesima specialità il suo ultimo podio in Coppa Europa (2ª).
Ai Mondiali di Vail/Beaver Creek 1999, sua unica presenza iridata, si classificò 20ª nel supergigante e 18ª nello slalom gigante. Si ritirò dall'attività agonistica alla fine della stagione 2001-2002; la sua ultima gara di Coppa del Mondo fu lo slalom gigante disputato il 21 novembre a Copper Mountain, nel quale non si qualificò per la seconda manche, e l'ultima gara in carriera fu lo slalom gigante dei Campionati austriaci 2002, il 3 aprile a Göstling an der Ybbs.

## Palmarès

### Mondiali juniores
- 1 medaglia:
  - 1 bronzo (slalom gigante a Montecampione/Colere 1993)

### Coppa del Mondo
- Miglior piazzamento in classifica generale: 33ª nel 1999
- 1 podio (in supergigante):
  - 1 vittoria

#### Coppa del Mondo - vittorie
| Data            | Località         | Paese       | Specialità |
| --------------- | ---------------- | ----------- | ---------- |
| 4 dicembre 1998 | Mammoth Mountain | Stati Uniti | SG         |

Legenda:

SG = supergigante

### Coppa Europa
- 5 podi (dati dalla stagione 1994-1995):
  - 2 vittorie
  - 1 secondo posto
  - 2 terzi posti

#### Coppa Europa - vittorie
| Data             | Località  | Paese    | Specialità |
| ---------------- | --------- | -------- | ---------- |
| 13 dicembre 1995 | Haus      | Austria  | GS         |
| 23 gennaio 1998  | Schönried | Svizzera | GS         |

Legenda:

GS = slalom gigante

### Campionati austriaci juniores
- 2 medaglie[1]:
  - 1 oro (supergigante nel 1992)
  - 1 bronzo (slalom gigante nel 1992)